# Maranhão
Maranhão là một bang nằm ở đông bắc Brasil. Bang này tiếp giáp Đại Tây Dương ở bờ biển phía bắc. Các bang giáp ranh theo chiều kim đồng hồ gồm: Piauí, Tocantins và Pará. Người dân Maranhão có giọng địa phương rất đặc trưng ở Brasil. Bang này được mô tả trong các cuốn sách là Vùng đất của những cây cọ.

## Liên kết
| Tìm hiểu thêm về Maranhão tại các dự án liên quan |                                   |
| Tìm kiếm Wiktionary                               | Từ điển từ Wiktionary             |
| Tìm kiếm Commons                                  | Tập tin phương tiện từ Commons    |
| Tìm kiếm Wikinews                                 | Tin tức từ Wikinews               |
| Tìm kiếm Wikiquote                                | Danh ngôn từ Wikiquote            |
| Tìm kiếm Wikisource                               | Văn kiện từ Wikisource            |
| Tìm kiếm Wikibooks                                | Tủ sách giáo khoa từ Wikibooks    |
| Tìm kiếm Wikiversity                              | Tài nguyên học tập từ Wikiversity |

- (tiếng Bồ Đào Nha) Trang chủ Lưu trữ ngày 20 tháng 8 năm 2021 tại Wayback Machine
- (tiếng Anh) Brazilian Tourism Portal Lưu trữ ngày 12 tháng 12 năm 2007 tại Wayback Machine